# C1QTNF4
C1QTNF4 (англ. C1q and TNF related 4) – білок, який кодується однойменним геном, розташованим у людей на короткому плечі 11-ї хромосоми. Довжина поліпептидного ланцюга білка становить 329 амінокислот, а молекулярна маса — 35 256.
| 10         |  | 20         |  | 30         |  | 40         |  | 50         |
| ---------- |  | ---------- |  | ---------- |  | ---------- |  | ---------- |
| MLPLLLGLLG |  | PAACWALGPT |  | PGPGSSELRS |  | AFSAARTTPL |  | EGTSEMAVTF |
| DKVYVNIGGD |  | FDVATGQFRC |  | RVPGAYFFSF |  | TAGKAPHKSL |  | SVMLVRNRDE |
| VQALAFDEQR |  | RPGARRAASQ |  | SAMLQLDYGD |  | TVWLRLHGAP |  | QYALGAPGAT |
| FSGYLVYADA |  | DADAPARGPP |  | APPEPRSAFS |  | AARTRSLVGS |  | DAGPGPRHQP |
| LAFDTEFVNI |  | GGDFDAAAGV |  | FRCRLPGAYF |  | FSFTLGKLPR |  | KTLSVKLMKN |
| RDEVQAMIYD |  | DGASRRREMQ |  | SQSVMLALRR |  | GDAVWLLSHD |  | HDGYGAYSNH |
| GKYITFSGFL |  | VYPDLAPAAP |  | PGLGASELL  |  |            |  |            |

A: Аланін

C: Цистеїн

D: Аспарагінова кислота

E: Глутамінова кислота

F: Фенілаланін

G: Гліцин

H: Гістидин

I: Ізолейцин

K: Лізин

L: Лейцин

M: Метіонін

N: Аспарагін

P: Пролін

Q: Глутамін

R: Аргінін

S: Серин

T: Треонін

V: Валін

W: Триптофан

Кодований геном білок за функцією належить до цитокінів. 
Секретований назовні.